# Canarias7
Canarias7 es un periódico editado en Las Palmas de Gran Canaria, de ámbito autonómico propiedad de Informaciones Canarias S.A. (Inforcasa). Su primer número apareció el 2 de octubre de 1982. Se consolidó bajo la dirección del periodista José Luís Torró Micó, que estuvo al frente del medio desde 1984 hasta 1997. En noviembre de 1995 apareció su versión digital, siendo uno de los primeros periódicos españoles presentes en Internet. En abril de 2005 cambió completamente su diseño, publicándose íntegramente en color desde esa fecha.